# Oświadczenie wiedzy
Oświadczenie wiedzy – zdarzenie polegające na przekazaniu przez podmiot informacji będących uzewnętrznieniem treści intelektualnych przez niego posiadanych innemu podmiotowi lub podmiotom.
Oświadczenia wiedzy co do zasady nie wywołują żadnych skutków prawnych. Jednakże w pewnych okolicznościach normy prawne wiążą z nimi określone konsekwencje prawne. Charakterystyczne dla oświadczeń wiedzy jest to, iż konsekwencje te powstaną bez względu na to, czy treść oświadczenia wskazuje na jakąkolwiek wolę wywołania skutków prawnych i czy składający oświadczenie zdawał sobie z nich sprawę.
Przykładem oświadczenia wiedzy wywołującego skutki prawne jest zawiadomienie dłużnika przez zbywcę wierzytelności o jej przelewie na nabywcę (art. 512 k.c.).